# Tscherjomuchino (Kaliningrad)
Tscherjomuchino (russisch Черёмухино, deutsch Karlshof, Kreis Fischhausen/Samland) ist ein Ort in der russischen Oblast Kaliningrad. Er gehört zum Stadtkreis Baltijsk.

## Geographische Lage
Tscherjomuchino liegt 29 Kilometer westlich der Oblasthauptstadt Kaliningrad (Königsberg) und drei Kilometer nordöstlich der einstigen Kreisstadt Primorsk (Fischhausen) und ist erreichbar über eine Nebenstraße, die in Krylowka (Wischrodt) von der Regionalstraße 27A-016 (ex A193) in nördliche Richtung abzweigt. Nächste Bahnstation ist der Haltepunkt O. p. 33 km an der Bahnstrecke Kaliningrad–Baltijsk (Königsberg–Pillau).

## Geschichte
Das bis 1946 Karlshof genannte Vorwerk war mit dem Mühlengehöft Wischrodt (heute russisch: Krylowka) und dem Vorwerk Bruch (nicht mehr existent) in die Landgemeinde Geidau (Prosorowo) eingegliedert. Diese gehörte von 1874 bis 1945 zum Amtsbezirk Kallen (heute russisch: Zwetnoje) im Landkreis Fischhausen, 1939 bis 1945 Landkreis Samland im Regierungsbezirk Königsberg der preußischen Provinz Ostpreußen.
Im Jahre 1945 kam Karlshof mit dem nördlichen Ostpreußen zur Sowjetunion. Im Jahr 1947 erhielt der Ort die russische Bezeichnung Tscherjomuchino und wurde gleichzeitig dem Dorfsowjet Logwinski selski Sowet im Rajon Primorsk zugeordnet. Im Jahr 1950 gelangte der Ort in den Zwetnowski selski sowet und 1959 dann in den Powarowski selski Sowet. Vermutlich 1994 wurde Tscherjomuchino dem Stadtkreis Baltijsk zugeordnet. Von 2008 bis 2018 gehörte der Ort zur Landgemeinde Selskoje posselenije Diwnoje im Rajon Baltijsk und seither (wieder) zum Stadtkreis Baltijsk.

## Kirche
Vor 1945 war die Bevölkerung Karlshofs überwiegend evangelischer Konfession und in das Kirchspiel der Pfarrkirche in Fischhausen (heute russisch: Primorsk) eingegliedert. Dieses lag im Kirchenkreis Fischhausen innerhalb der Kirchenprovinz Ostpreußen der Kirche der Altpreußischen Union. Heute liegt Tscherjomuchino im Einzugsbereich der in den 1990er Jahren neu entstandenen evangelisch-lutherischen Gemeinde in Swetly (Zimmerbude), einer Filialgemeinde der Auferstehungskirche in Kaliningrad (Königsberg) innerhalb der Propstei Kaliningrad der Evangelisch-Lutherischen Kirche Europäisches Russland.